# یواس‌اس سوزان (اس‌پی-۴۱۱)
یواس‌اس سوزان (اس‌پی-۴۱۱) (به انگلیسی: USS Susanne (SP-411)) یک کشتی بود که طول آن ۷۶ فوت ۶ اینچ (۲۳٫۳۲ متر) بود. این کشتی در سال ۱۹۱۶ ساخته شد.